# Grădinari (Olt)
Pour les articles homonymes, voir Grădinari.
Grădinari est une commune du județ d'Olt en Roumanie.